# 王克斌
王克斌（1957年—），湖北天门人，中国人民解放军少将。
早年担任总参作战部中央军委联合作战指挥中心主任。2013年，担任中国人民解放军总参谋部信息化部部长。